# Frances
Frances è un film di Graeme Clifford del 1982.

## Trama
È la storia della vita di Frances Farmer, attrice teatrale e cinematografica, nata il 19 settembre 1913 e morta il 1º agosto 1970. Il suo spirito indipendente e ribelle entrò in conflitto con gli imperativi dello star system hollywoodiano e soprattutto con l'autoritaria madre, interpretata da Kim Stanley, che ottenne una candidatura all'Oscar come miglior attrice non protagonista insieme a Jessica Lange (candidata all'Oscar per la migliore attrice protagonista ). Ciò fu all'origine di un lungo percorso manicomiale da cui l'attrice uscì fisicamente e psichicamente devastata.

## Analisi
Gran parte del film è un atto d'accusa contro le procedure concentrazionarie e distruttive della personalità di una certa pratica psichiatrica, tanto da rendere necessaria, nei titoli di coda, una nota del Dipartimento per la Salute Mentale della California in cui si precisa che "... le riprovevoli condizioni cui fu sottoposta Frances Farmer non sono rappresentative degli attuali trattamenti nel campo della salute mentale".